# Баланешты (гора)
Балане́шты (также Бэлэнешть; рум. Bălănești) — гора в Молдавии, в 60 км к западу от Кишинёва. Является самой высокой точкой в стране. Высота — 428,2 м, площадь около 1,2 км². Также известна как гора Крэкан.
Гора находится в западной части страны недалеко от границы с Румынией. Расположена на водоразделе бассейнов рек Прут и Днестр, на Центральномолдавской возвышенности, в наиболее приподнятой и расчленённой её части — Кодрах.
Возле горы расположены села Бэлэнешть, Милешты и Гэурены. На расстоянии 18 км от вершины находится город Калараш.
Склоны покрыты лесами и используются в рекреационных целях. Лесной покров склонов представлен преимущественно грабами и дубами. Встречаются также сопутствующие породы — липа, ясень, клён, единично бук, рябина, дикая груша, дикая черешня, кизил. Под лесным покровом растут плющ, бересклет карликовый, венерин башмачок, ландыши, подснежники, хохлатки, сон-трава, некоторые виды папоротников, ломоноса и несколько видов орхидей. На склонах горы преобладают бурые и серые лесные почвы. Со склонов Бэлэнешть с отметок 225, 325 и 390 метров выступают подземные воды.
Куполообразная вершина горы без леса; её почвы сложены песками и глинами. На вершине расположена триангуляционная вышка, которая в настоящее время используется для коммуникационных технологий.